# 森野村
森野村（もりのそん）は、山口県大島郡にあった村。現在の周防大島町の東部、東和地区の中心部にあたる。

## 地理
- 海洋 ： 安芸灘、伊予灘
- 山岳 ： 白木山
- 島嶼 ： 前小島、中小島、乙小島

## 歴史
- 1889年（明治22年）4月1日 - 町村制の施行により、神浦村・和佐村・森村・平野村の区域をもって発足。
- 1955年（昭和30年）4月1日 - 油田村・和田村・白木村と合併して東和町が発足。同日森野村廃止。